# Joseph Massino

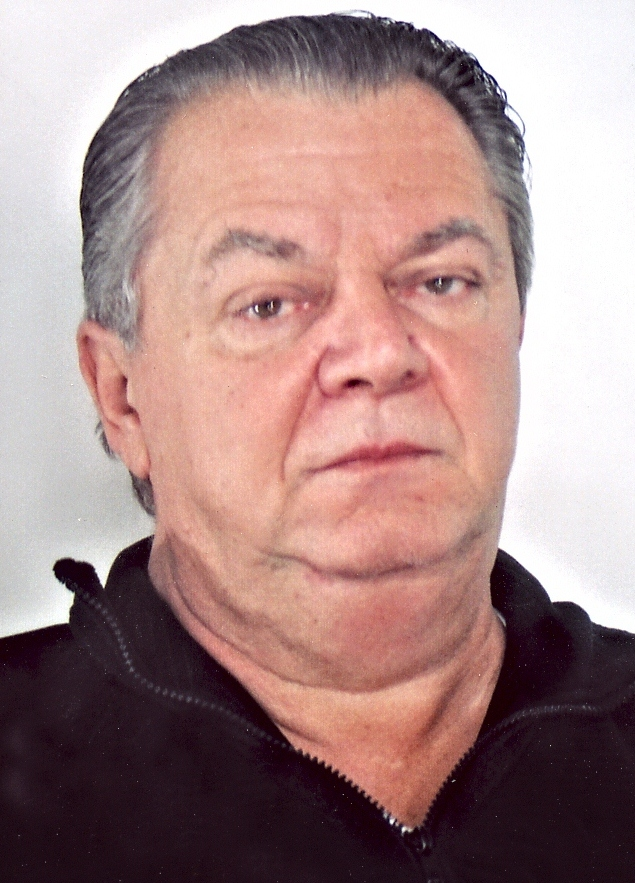
Gefängnis-Foto von Joseph Massino

Joseph Charles Massino (* 10. Januar 1943 in New York; † 14. September 2023 ebenda) war ein Mobster und Anführer der Bonanno-Familie der La Cosa Nostra in New York City. Bekannt wurde er dadurch, dass er der erste Boss einer Familie war, der zum Pentito wurde und mit den Strafverfolgungsbehörden der amerikanischen Regierung kooperierte.

## Frühe Jahre
Joseph Massino wurde 1943 in New York City geboren. Er war einer von drei Söhnen der Italoamerikaner Anthony und Adeline Massino. Er wuchs in Maspeth, Queens, auf. Massino wurde schon in seiner Kindheit kriminell und floh als Vierzehnjähriger zwischenzeitlich nach Florida. 1956 lernte er seine spätere Frau Josephine Vitale kennen. 1960 heirateten beide. Das Paar hatte drei Töchter. Sein Schwager Salvatore Vitale war auch ein enger Freund und sein engster Vertrauter. Während Massino in seiner Jugend noch sehr athletisch war, wurde er später stark übergewichtig und litt unter Diabetes mellitus und zu hohem Blutdruck.
Seinen ersten Mord beging Massino in den 1960er Jahren an einem Assoziierten (d. h. Nicht-Vollmitglied) der Bonanno-Familie: Tommy Zummo. Ein Neffe Philip Rastellis half Massino, Protegé seines Onkels zu werden.

## Bonanno-Familie

### Aufstieg
In den späten 1960er Jahren war er immer noch ein Assoziierter und kein Vollmitglied der Bonanno-Familie. Zusammen mit seinem Schwager Salvatore Vitale und Duane Leisenheimer raubte er regelmäßig Lastwagen aus und betrieb illegales Glücksspiel. Er freundete sich während dieser Zeit mit John Gotti an. Sein Mentor Phillip Rastelli sollte 1973 nach dem Tode Natale Evolas Boss werden, musste jedoch selbst ins Gefängnis.
1975 nahmen Massino und Vitale an der Ermordung Vito Borellis teil. Massino behauptete später, dass die Initiative im Wesentlichen auf John Gotti zurückzuführen sei, der einem Befehl Paul Castellanos folgte. Der Auftragsmord an Borelli war für Massino wichtig, da er hier seine Loyalität zeigte und im Namen der Familie mordete – ein erster wichtiger Schritt, um nun Vollmitglied werden zu können. Massino und Vitale gestanden später ihren Kompagnon Joseph Pastore 1976 wegen nicht zurückgezahlter Schulden ermordet zu haben
Im März 1975 wurde Massino Hehlerei vorgeworfen, aber die Anklage musste wegen Verstoßes gegen die Strafprozeßordnung fallengelassen werden.
Am 14. Juni 1977 wurde Massino als Vollmitglied in die Bonanno-Familie u. a. zusammen mit Anthony Spero, Joseph Chilli, Jr. aufgenommen. Carmine Galante, acting boss der Bonannos, leitete die Zeremonie. Er arbeitete nun als Soldato in James Galante Crew und später in der von Philip „Phil Lucky“ Giaccones. Massino hielt immer loyal zu Rastelli. Massino fürchtete seine Ermordung durch Galante und brachte sein Anliegen im Sinne Rastellis vor die Commission, den obersten Exekutivrat der Mafia. Diese gab grünes Licht was die Beseitigung Galantes anging und am 12. Juli 1979 wurde Galante ermordet. Rastelli, der nun unumstrittener Boss war, belohnte Massinos Loyalität mit der Beförderung zum Caporegime.
Anfang der 1980er leitete Massino seine Crew vom J&S Cake-Social club aus – ein Club, der zur Tarnfirma J&J Catering gehörte. 1988 wurde das Gebäude im Rahmen einer Razzia durchsucht und die dortigen Aktivitäten stillgelegt.

### Three capos murder und Ermordung Napolitanos
Nach der Ermordung Galantes stand Massino vor zwei Herausforderungen: Er stritt sich einerseits mit Dominic Napolitano um die Macht. Andererseits war die Familie in zwei Fraktionen gespalten: Die Fraktion der „Amerikaner“, die treu zum Boss Rastelli hielt und die der „Zips“ (sizilianische Einwanderer der originären Cosa Nostra, die nur Sizilianisch sprachen, was von den kaum noch Sizilianisch verstehenden Italoamerikanern als Zischen wahrgenommen wurde), die dem Boss kritisch gegenüberstanden. Napolitano und Joseph Massino standen loyal zu Rastelli. 1981 hatte Massino von Informanten gehört, dass sich die Capos Alphonse Indelicato, Dominic „Big Trin“ Trincera und Philip „Phil Lucky“ Giaccone automatische Waffen besorgt hatten. Diese erregte den Verdacht, sie wollten die Rastelli-Anhänger beseitigen und die Macht an sich reißen. Massino wandte sich an den Boss der Colombo-Familie Carmine „Junior“ Persico und den Boss der Gambino-Familie Paul Castellano, um diese um Rat zu fragen. Diese forderten ihn auf, unverzüglich zu handeln. Massino und Dominic Napolitano wandten sich an die „Commission“, die oberste Instanz der US-amerikanischen Mafia, um eine Genehmigung zur Ermordung der Verschwörer einzuholen. Dies war unbedingt erforderlich, wenn man Vollmitglieder der Mafia ermorden wollte. Die „Commission“ segnete das Vorhaben ab.
Massino und Napolitano luden die drei Verschwörer zu einem Treffen ein, um die Zukunft der Familie zu besprechen. Als diese am 5. Mai 1981 zusammen mit Frank Lino erschienen, sprangen Sal Vitale, Vito Rizzuto und Napolitano mit Pistolen und Schrotflinten aus einem Schrank hervor und eröffneten das Feuer. Der Mordanschlag wurde in der Presse als „Three Capos Murder“ bezeichnet.
Die Bonanno-Familie war zu dieser Zeit aber durch eine weitere heftige Krise erschüttert: FBI-Agent Joseph Pistone hatte in Napolitanos Crew gedient und überführte etliche Mitglieder der Bande. Für diese Krise wurde Napolitano verantwortlich gemacht und er musste mit seinem Leben bezahlen.

### Auf der Flucht und Mord an Bonventre
Die von Pistone gelieferten Informationen führten zur Verhaftung zahlreicher Bonanno-Mobster. Im März 1982 warnte ein FBI-Agent Massino, dass auch er von einer Anklage bedroht sei und dieser tauchte ab. 1984 wurde Rastelli entlassen. Er und Massino ordneten die Ermordung des Bonanno-Soldaten Cesare Bonventre an. Obwohl er noch auf der Flucht war, wurde Massino zu dieser Zeit bereits als eigentlicher Boss der Familie wahrgenommen. Vitale zufolge hatte Massino Bonventre ermorden lassen, weil der ihm bei der Flucht nicht genug Unterstützung gegeben hatte.

### 1986 Verurteilung und 1987 Schulderlass
Über den Gotti-Associate Angelo Ruggiero traf sich Massino mit dem Strafverteidiger John Pollok 1984, um einen Deal mit der Staatsanwaltschaft auszuhandeln. 1984 stellte er sich den Behörden und wurde auf Kaution laufengelassen. 1985 wurde Massino wegen labor racketeering, der Unterwanderung der Gewerkschaft Teamsters Local 814, und der Verschwörung zum Mord an Pastore angeklagt.
Das Verfahren wegen labor racketeering begann im April 1986. Neben Massino waren Rastelli und der ehemalige Underboss Nicholas Marangello angeklagt. 1987 wurde Massino zu zehn Jahren Haft verurteilt.
Im April 1987 folgte eine Anklage gegen Massino und Vitale wegen bewaffneter Raubüberfälle und dreifachen Mordes. Die Anklage scheiterte jedoch.
Während Massinos Haft in der Federal Correctional Institution (Talladega) diente Vitale als Bote, was ihn zu einer Art „co-acting boss“ neben Consigliere Anthony Spero machte. Im Auftrag Massinos organisierte Vitale den Mord an Gabriel Infanti.

## Bonanno-Boss

### Reorganisation der Familie
Nach Rastellis Tod 1991 wurde Massino einstimmig zum Boss ernannt. 1992 wurde Massino entlassen und machte Vitale zum Underboss. Massino war 48 Jahre alt und strebte eine lange Regierungszeit an, in der er nicht die gleichen Fehler wie andere Bosse begehen wollte. Deshalb befahl er seinen Untergebenen, niemals seinen Namen laut auszusprechen. Sie sollten stattdessen ihr Ohr berühren, was zu dem Spitznamen „the Ear“ führte.
Massino schloss die social clubs der Bonanno-Familie, weil er Angst vor den Abhöranlagen des FBI hatte. Familientreffen fanden gelegentlich im Ausland statt.
Massino, der aus dem Fall Pistone Schlussfolgerungen gezogen hatte, verlangte eine achtjährige Wartezeit von Assoziierten, bevor jemand in die Familie aufgenommen werden durfte und dass die Mitglieder bevorzugt ihre Söhne in die Verbrecherfamilie aufnehmen sollten, um so die Wahrscheinlichkeit des Verrats zu minimieren.
Er organisierte auch die Befehlskette innerhalb der Organisation neu. Seine Befehle sollten nicht mehr direkt durch die Capos an die Soldati weitergegeben werden und auch Massino selbst vermied medienwirksame öffentliche Auftritte, wie John Gotti sie praktiziert hatte. Pistone und auch der Schriftsteller Jerry Capeci bezeichneten Massino postum als den letzten großen Gangster der alten Schule.
Unterdessen machte sich Vitale familienintern unbeliebt, da er angeblich zu gierig geworden sein und seine Befehlsgewalt unzulässigerweise überzogen haben soll. Massino ließ 1999 Gerlando Sciascia ermorden, der Capo Anthony Graziano des Kokainkonsums verdächtigt hatte.
Massino wollte ebenfalls den Namen Bonanno-Familie in Massino-Familie ändern. Einer der Gründe war, dass er empört darüber war, dass Joseph Bonanno eine Enthüllungsautobiographie, A Man of Honor, veröffentlicht hatte. Massino sah das als Verstoß gegen die Omertà an. Massino erzählte Vitale, dass Joe Bonanno die Familie respektlos behandelt hätte. Nach Massinos Verhaftung 2003 wurde der Name Massino-Familie nicht mehr benutzt. Der Name war innerhalb der Mafia ohnehin nicht üblich gewesen.

### Beziehungen zu anderen Familien
Nach der Machtübernahme Massinos wurde die Beziehung zu John Gotti immer schlechter. Massino sagte später, er hatte den Verdacht, Gotti wolle ihn gemeinsam mit Vitale ermorden lassen. Gotti wurde nach 1992 bedeutungslos, da er zu lebenslanger Haftstrafe verurteilt worden war. Massino ärgerte sich insbesondere über Gottis Medienrummel und Eitelkeit, sowie nicht genehmigte Ermordung seines Bosses Paul Castellano Ende 1985.
Die Bonanno-Familie hatte in den 1980er Jahren einen erheblichen Niedergang erfahren. Infolge von Pistones Unterwanderung waren zahlreiche Mobster festgenommen worden und die Commission hatte die Familie sogar ausgeschlossen. Das sollte sich langfristig sogar als Vorteil erweisen, da die Bonannos durch den Mafia Commission Trial nicht berührt wurden. In den späten 1990er Jahren hatte sich die Situation wieder erheblich verbessert, denn Massino war der einzige Mafiaboss, welcher nicht im Gefängnis saß. Die Bonanno-Familie war zur mächtigsten der Fünf Familien geworden.
Massino vermied Treffen mit anderen Bossen und regte seine Crews zum selbstständigen Arbeiten an. Im Januar 2000 traf sich Massino dennoch mit den Stellvertretern der einsitzenden Oberhäupter („acting boss“) der anderen vier Familien. Massino – als nun einflussreichster Boss – setzte seine restriktiven Maßnahmen fort: Vollmitglieder mussten jetzt rein italienischer bzw. italo-amerikanischer Herkunft sein. Wer wegen Drogendelikten vorbestraft war, konnten kein Vollmitglied mehr werden.

### Strafverfolgung
Als Massino seine Position als Boss antrat, galt ihm nicht mehr die volle Aufmerksamkeit des FBI. Dieses hatte seine Bonanno-Einheiten praktisch mit denen der Colombo-Familie zusammengelegt. Durch den dritten internen Familienkrieg bei den Colombos (1991–1993) war diese ohnehin genug mit sich selbst beschäftigt, um sich dagegen zu wehren. Erst 1996 wurde wieder eigenständige Bonanno-Crews gegründet.
Der Chef der Bonanno-Einheiten, Jack Stubing, war über Massinos Vorsichtsmaßnahmen informiert. Er zielte auf Massinos Organisation ab und stellte Experten für Wirtschaftskriminalität ein. 1995 wurde der Consigliere Anthony Spero zu zwei Jahren verurteilt. 2002 wurde er wegen Mordes zu lebenslanger Haft verurteilt. Vitale wurde im Juni 2002 ebenfalls wegen Kreditwucher verurteilt. Er wurde zunächst unter Hausarrest gestellt.
Bis 2002 war die Bonanno-Familie die einzige Familie in der modernen Geschichte der Mafia, die niemals einen Kronzeugen gegen sich gehabt hatte. 2002 sagte dann Frank Coppa gegen die Familie aus. Kurz danach folgte ihm der „acting underboss“ Richard Cantarella, Teilnehmer bei der Ermordung Mirras. Es folgte Joseph D'Amico. All diese Pentiti stellten für Massino eine ernsthafte Bedrohung dar.

## Verurteilungen

### Rico Act 2004
Im Januar 2003 wurde Massino festgenommen und gemeinsam mit Vitale, Frank Lino und Capo Daniel Mongelli angeklagt. Die meisten Anklagepunkte begründeten sich auf den „Racketeer Influenced and Corrupt Organizations Act“ (RICO). Aber Massino hatte sich zusätzlich auch wegen des Mordes an Napolitano von 1981 zu verantworten. Massino wurde eine Freilassung auf Kaution verweigert und Vincent Basciano wurde „acting boss“.
Drei weitere Bonanno-Mitglieder beschlossen, mit dem FBI zusammenzuarbeiten. James Tartaglione ließ sich vom FBI verkabeln. Ihm folgte Salvatore Vitale; dieser war bereits vor seinem Arrest von Massino mit dem Tode bedroht worden, da er ihn als FBI-Spitzel verdächtigte. Auch Lino beschloss kurz darauf die Familie zu verraten und auch der Bonanno-Assoziieerte Duane Leisenheimer wurde zum Pentito.
Massino sah sich nun drei weiteren Anklagen wegen Mordes gegenüber: Dem three capos murder und den Morden an Mirra, Bonventre, Infanti und Sciascia. Besondere Aufmerksamkeit galt hierbei dem Mord an Sciascia. Dieser war nach 1994 geschehen und ermöglichte die Anwendung der Todesstrafe, da ein neueres Gesetz die Anwendung dieser gestattete, wenn der Mord im Zusammenhang mit dem „racketeering“ vorgenommen worden war.
Massinos Verhandlung begann am 24. Mai 2004. Er sah sich 11 RICO-Anklagepunkten und sieben Mordanklagen gegenüber. Außerdem war er wegen Brandstiftung, Erpressung, Kreditwucher, Geldwäsche und illegalem Glücksspiel angeklagt. Das Time Magazine hatte ihn als den „letzten Don“ bezeichnet, da die Bosse der anderen Fünf Familien sich infolge des Mafia Commission Trials in Haft befanden.
Salvatore Vitale offenbarte im Zeugenstand die gesamte kriminelle Karriere Massinos.
Die Verteidigung durch Massinos Anwalt Brietbart war im Wesentlichen auf die Kreuzverhöre gerichtet, um die Glaubwürdigkeit der Kronzeugen in Zweifel zu ziehen.
Ungewöhnlich war allerdings der Umstand, dass Massimo es gar nicht versuchte in Zweifel zu ziehen, dass er der Boss der Bonannos war. Massino selber „soll das Leben geliebt“ haben, da angeblich die Zahl der verübten Morde während seiner Herrschaft abnahm.
Am 30. Juli 2004 wurde Massino in allen elf Anklagepunkten schuldig gesprochen und am 12. Oktober 2004 wurde eine lebenslange Haftstrafe ausgesprochen.

### Pentito
Unmittelbar nach dem 30. Juli äußerte Massino seine Bereitschaft zu kooperieren. Einer der Gründe war auch, dass ihm wegen Sciascia die Todesstrafe drohte. Massino war der erste hochrangige Gangster, dem seit der Hinrichtung des Kosher Nostra Louis Buchalters 1941 die Todesstrafe drohte. Die Mafiaautoren Anthony D. DeStefano und Selwyn Raab glauben, dass Massinos Desillusionierung ein Grund dafür war, dass in der Folgezeit viele weitere Mafiosi gegen die Familien aussagten. Massino führte das FBI an den Mafiafriedhof in Queens, wo man die Leichen Alphonse Indelicatos, Trincheras und Giaccones fand. Man hoffte auch die Leichen John Favaras, der versehentlich Gottis Sohn in einem Verkehrsunfall tötete, und Tommy DeSimones zu finden. Massino belastete auch Vincent Basciano. Massino gestand den Mord an Sciascia. Für diesen und weitere Verbrechen wurde er zu zwei lebenslangen Haftstrafen verurteilt mit der Aussicht, vorzeitig entlassen zu werden. Josephine Massino durfte ihr Haus behalten, zahlte 7 Millionen US-Dollar und hunderte Goldbarren an den Staat und überschrieb dem Staat auch das Casablanca-Restaurant.
2013 wurde Michael Mancuso Nachfolger als Boss der Familie.

### Massinos Geständnis und Entlassung
Massino sagte später gegen weitere Gangster aus, zum Beispiel den Genovese-Capo Anthony Romanello. Im Juni 2013 wurde Massinos Haftreduzierung geprüft. Wegen seiner uneingeschränkten Kooperation und seines schlechten Gesundheitszustandes wurde er entlassen.